# Abbu
Abbu war die Gemahlin von Sanaṭrūq II. (obwohl auch Sanaṭrūq I. vorgeschlagen wurde), der der letzte Herrscher von Hatra war und etwa von 200 bis 240 n. Chr. regierte. Sie wird in einer Inschrift auf einer Statue als Tochter von Daimon bezeichnet. Abbu ist vor allem von einer überlebensgroßen Statue bekannt, die sie stehend mit erhobener rechten Hand zeigt. Sie trägt ein langes Gewand und einen hohen Kopfputz. Die Statue fand sich im sogenannten Tempel D in Hatra und gilt als bedeutendes Werk der Kunst von Hatra.